# 기둥

기둥(柱, column)은 구조역학 또는 건축공학에서 상부에서 재하되는 하중을 축방향 압축을 통해 하부로 전달하는 수직 구조 요소를 뜻한다. 벽이나 지붕의 상부 구조가 놓여 있는 들보나 아치를 지지하는 데에 자주 쓰인다.

## 세장비
세장비(slenderness ratio)는 기둥의 길이 L과 최소 단면 2차 반경 r과의 비{\displaystyle {\frac {L}{r}}}이다. 단주(short column)는 세장비가 {\displaystyle 0<{\frac {L}{r}}<50} 인 기둥을 말하고 장주(long column)은 세장비가 100 이상인 기둥을 말한다.

### 단주
탄성거동을 하는 단주(短柱, short column)의 경우, 축방향 응력이 항복강도 또는 극한강도에 이르면 압축 파괴가 일어난다.

### 장주
탄성 재료로 된 완벽하게 곧은 장주(長柱, slender column)에 축방향으로 하중이 재하된다고 하자. 이 하중의 크기가 커지면, 작은 하중에서는 기둥의 길이가 줄어든다. 한계 하중에 도달하면 기둥에 큰 횡방향 변위 v가 생기면서 불안정해진다. 이런 현상을 좌굴(buckling)이라 하고, 이 한계 하중 Pcr을 탄성좌굴하중 또는 오일러 좌굴하중이라고 한다. 부재가 세장할수록 좌굴에 저항하는 능력이 작아지며, 기둥의 양단 지지 조건에 따라서도 좌굴하중이 달라진다. 부재가 세장한 경우 탄성범위 내에서 좌굴이 발생하는데 이를 탄성좌굴하중이라고 한다. 압축재가 중심 압축력을 받으면 단면 형상에 따라 휨좌굴, 비틀림좌굴, 휨-비틀림 좌굴이 발생한다. 휨좌굴은 세장비가 큰 약축 방향 휨에 의해 발생한다. 비틀림좌굴은 매우 세장한 2축대칭단면의 압축재에 주로 발생한다.
(열간 압연 형강보다 얇은 판재를 조립한 조립압축재에 발생) 휨-비틀림 좌굴은 비대칭 단면의 압축재에 발생한다.

#### 좌굴 하중

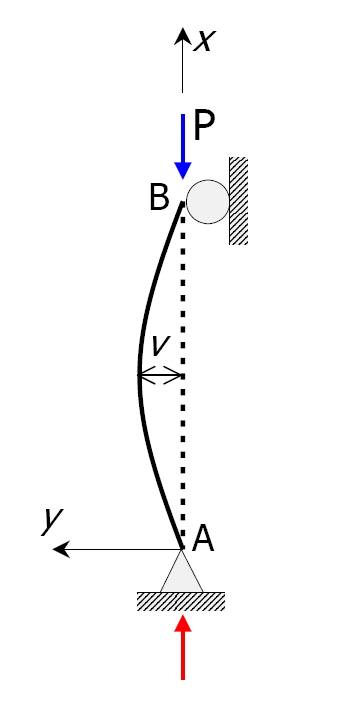
단순지지된 기둥

오일러는 1757년에 좌굴미분방정식으로부터 중심 압축력을 받는 기둥의 탄성좌굴하중을 구하였다. 오른쪽 그림과 같이 단순지지된 기둥에 도심축하중 P가 작용해 횡방향 처짐이 생겼다고 하자. 계산을 위해 그림과 같이 시계반대방향으로 90° 회전한 오른손 좌표계를 사용한다. 또, 처짐은 양의 y 방향으로 생겼다고 가정한다. 부재의 길이는 L이라고 한다.
임의의 x 지점에서의 모멘트는
{\displaystyle M=-Pv}
이다. 여기서 v는 x 지점에서의 횡방향 처짐이다.
들보방정식에 따라
{\displaystyle EIv''=M=-Pv}
여기서 {\displaystyle k^{2}=P/EI}라고 하면,
{\displaystyle v''+k^{2}v=0}
이 미분 방정식의 해는
{\displaystyle v=A\sin kx+B\cos kx}
꼴이다.
미지 계수를 결정하기 위해 지점조건 {\displaystyle v(0)=0}, {\displaystyle v(L)=0}을 도입하면,
{\displaystyle v(0)=0;} {\displaystyle B=0}
{\displaystyle v(L)=0;} {\displaystyle A\sin kL=0}
{\displaystyle \sin kL=0} 일 때 위의 방정식이 만족되므로
{\displaystyle kL=n\pi \ (n=1,2,3,...)}
이다. 따라서
{\displaystyle P={\frac {n^{2}\pi ^{2}EI}{L^{2}}}\ (n=1,2,3,...)}
이때 {\displaystyle n=1}일 때의 가장 작은 임계 하중은
{\displaystyle P_{cr}={\frac {\pi ^{2}EI}{L^{2}}}}
로 주어진다.
한편, 이 때의 처짐식은
{\displaystyle v=A\sin({\frac {n\pi }{L}}x)}
가 된다.

#### 임계하중의 일반식
힌지단, 고정단, 또는 자유단 등의 지점 조건을 갖고 길이 방향으로 단면이 일정한 곧은 기둥의 임계하중은 다음과 같이 주어진다.
{\displaystyle P_{cr}={\frac {\pi ^{2}{\textit {EI}}}{(L_{e})^{2}}}={\frac {\pi ^{2}{\textit {EI}}}{(KL)^{2}}}\qquad \mathrm {(1)} }
여기서 E는 재료의 탄성 계수, I는 단면 이차 모멘트, L은 기둥의 길이, Le는 유효길이(단순지지 기둥으로 환산한 길이. 기둥 좌굴 선형을 보고 변곡점과 변곡점 사이의 거리를 유효길이로 한다.)이다. 유효좌굴길이계수 K를 써서 표현할 수도 있다. 이 식에서 알 수 있는 바와 같이, 기둥의 좌굴하중은 재료의 강도({\displaystyle \sigma _{ult}})와는 관련이 없으며 단지 재료의 단면 형상({\displaystyle I})과 탄성 계수({\displaystyle E}), 그리고 길이에 따라 좌우된다.
한편, 임계응력은
{\displaystyle F_{cr}\equiv {\frac {P_{cr}}{A}}={\frac {\pi ^{2}E}{({\frac {KL}{r}})^{2}}}\qquad \mathrm {(2)} }

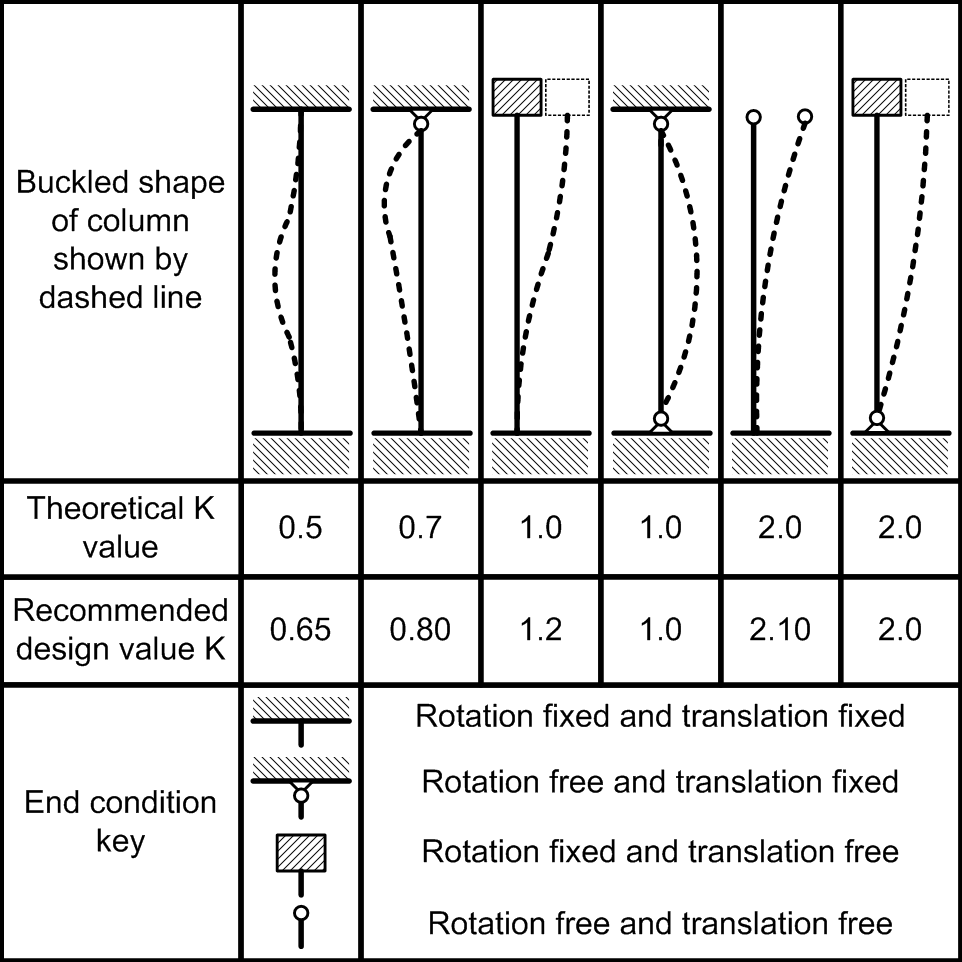
여러 가지 기둥의 K값

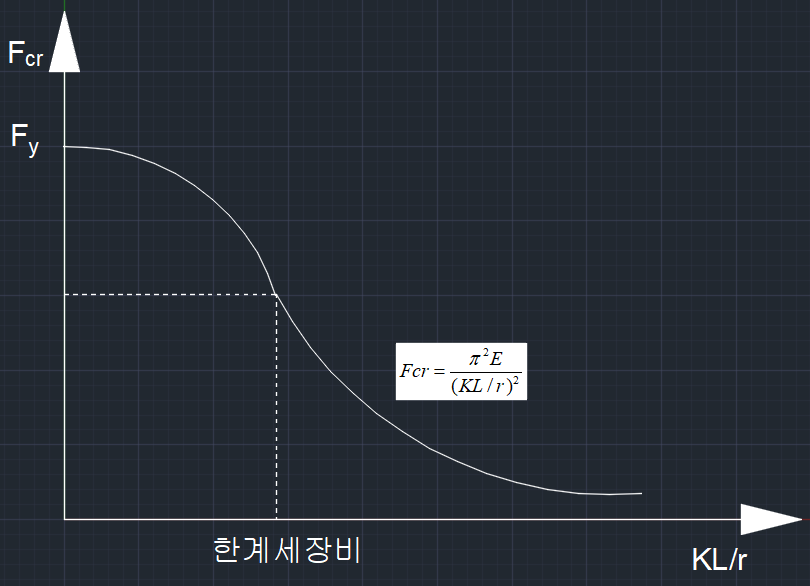
압축재의 응력세장비 곡선

임계응력 Fcr이 재료의 비례한도를 넘을 경우, 기둥은 비탄성 좌굴(inelastic buckling)을 하게 된다. 탄성좌굴과 비탄성좌굴의 경계가 되는 세장비를 한계세장비라고 한다. 한계세장비보다 작은 세장비 영역에서는 압축재의 응력-세장비 곡선의 변화 양상이 달라지게 된다.

비대칭 단면을 갖는 기둥에서는 횡방향 좌굴과 함께 또는 그 이전에 뒤틀림 좌굴이 발생할 수 있다. 이런 경우, 이론적인 해석은 물론 실제의 설계 또한 복잡하다.
편심 축하중을 받고 있거나, 기둥이 원래부터 휘어 있는 경우는 기둥의 강도가 저하시킨다. 편심 축하중이란, 하중의 작용선이 기둥 단면의 도심과 일치하지 않는 경우이다. 이런 상태의 기둥에서는 횡방향으로 초기 처짐이 발생한다. 축방향응력과 더불어 휨응력이 발생하기 때문에, 기둥의 하중 재하 능력이 감소되는 것이다.

## 같이 보기
- 오더
- 압축재
- 열주
- 프테론

## 참고 문헌
- 한국강구조학회 (2017). 《강구조설계》. 구미서관. ISBN 978-89-8225-135-1.
- 한국강구조학회 (2019). 〈압축부재〉. 《강구조공학》. 구미서관.
- 전찬기 외 (2015). 〈기둥〉. 《토목기사 필기 응용역학》. 성안당.
- Gere, Goodno. 《SI 재료역학》 8판. 센게이지 러닝 코리아.